# Ванесса Кавана
Ванесса Кавана (англ. Vanessa Cavanagh, 16 червня 1984 — 3 листопада 2002; Лондон, Англія, Велика Британія) — британська акторка і співачка.

## Біографія
Кавана вперше стала відомою, як Ембер в дитячому т/с Бізнес (1996—1997), у якому вона співала, виступала і танцювала.
Взяла участь у 2 епізодах т/с Чудова п'ятірка, як циганка Джо.
Після первинного успіху акторської кар'єри Кавана почала звертати більше уваги на музику, і в 2002 р. отримала популярність у шоу Pop Idol.
Наприкінці 2002 р. підписала контракт на запис треків. Один з них мав бути випущений як дебютний сингл.

### Смерть
3 листопада 2002 р. Ванесса Кавана їхала в Ford Escort свого бойфренда, коли той потрапив у ДТП. Смерть дівчини була миттєвою.
У той же час було кілька нещасних випадків і більше смертей за участю поп-ідолів конкурсантів, через що деякі люди повірили в «прокляття».

## Фільмографія
- 1995 Бізнес — Ембер
- 1996—1997 Чудова п'ятірка — Джо
- 1998 Чисте англійське вбивство — Карен Джеймс